# Blasskopfkuckuck
Der Blasskopfkuckuck (Centropus milo) ist eine Kuckucksart aus der Gattung der Spornkuckucke (Centropus). Er kommt endemisch auf einigen Inseln der Salomonen vor.

## Merkmale
Blasskopfkuckucke sind mit 60 bis 68 cm Größe große Spornkuckucke mit schwerem Schnabel und kurzen Flügeln. Sie haben die ungefähre Größe eines weiblichen Fasans. Die Flügellänge beträgt 245 bis 290 mm, die Schwanzlänge 312 bis 410 mm, die Schnabellänge 52 bis 73 mm und die Länge der Hinterzehenkrallen 17 bis 23 mm. Das Federkleid der adulten Tiere ist auf dem Kopf, dem oberen Rücken und der Unterseite gelbbraun. Die Flügel, die untere Hinterseite und der Schwanz sind von einem glänzenden Schwarz. Die Iris bei adulten Tieren ist rot bis rotbraun, Beine und der Schnabel sind dunkelgrau bis schwarz, die Füße blauschwarz.
Juvenile Tiere sind anders gefärbt, die Flügel und der lange Schwanz rotbraun mit schwarzen Querstreifen wie beim verwandten Fasanspornkuckuck (Centropus phasianinus). Der Rest der Federn ist braun mit schwarzen Sprenkeln. Die Iris ist braungrau. Juvenile Vögel sind zweifarbig, die Oberseite braun und die Unterseite weißlich. Die Füße sind blaugrau.
Bei der Unterart C. m. albividentris (Rotschild, 1904) ist das Gelbbraun der Oberseite heller als bei der Nominatform. Es ist eher ein helleres Gelbbraun, das in das Weißliche hineinspielt.

## Vorkommen

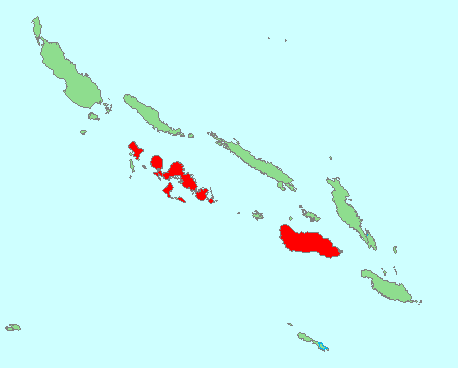
Verbreitung des Blasskopfkuckucks aus Birds of the Solomons, Vanuatu and New Caledonia (1999)

Die Verbreitung der Blasskopfkuckucke ist auf die Salomonen beschränkt, und auch dort nicht auf alle Inseln. Sie kommen auf Guadalcanal und den Nggela-Inseln (frühere Bezeichnung „Florida-Islands“) vor.
Die Unterart C. m. albividentris findet man im südwestlich gelegenen New-Georgia-Archipel, dort auf den Inseln Ghizo, Kohinggo, Kolombangara, Mbava, New Georgia, Nggatokae, Ranongga, Rendova, Simbo, Tetepare, Vangunu und Vella Lavella.
Blasskopfkuckucke bevorzugen das Flachland bis 500 Meter Höhe und halten sich meist am Boden auf. Von BirdLife International wird der Vogel als „nicht gefährdet“ (least concern) eingestuft.

## Verhalten
Die Vögel geben Säge- und Schnarchgeräusch von sich, wie ein Röcheln, können sich auch wie ein Löwe anhören. Paare wechseln sich mit einem „urrh“ und einem „-uh“ ab. Einzelne Vögel geben ein kehliges Bellen von sich sowie ein tiefes Zierpen und ein sanftes Grunzen. Bei Jungvögeln hörst es sich an wie ein gestottertes Husten.
Sie ernähren sich von Insekten, hier vor allem Gespenstschrecken, Kurzfühlerschrecken, Käfern, Puppen und großen Hundertfüßern.
Stahl-Monarche (Myiagra ferrocyanea) reagieren aggressiv auf Blasskopfkuckucke. Vermutet wird, dass dies daran liegt, dass die Kuckucke Eier und Küken der Stahl-Monarche stehlen.

## Fortpflanzung
Männliche Blasskopfkuckucke haben im Normalfall einen einzigen, manche einen rudimentären zweiten Hoden. Der Hoden ist in den Monaten Februar, Mai und Oktober vergrößert. Es handelt sich bei Spornkuckucken um keine Brutparasiten.

## Blasskopfkuckucke und der Mensch

### Name
Centropus setzt sich aus dem griechischen κέντρον (kentron; Mittelpunkt, Sporn) und πούς (pus; Fuß) zusammen und bedeutet „Spornfuß“. Das Artepitheton milo bezieht sich auf den griechischen Ringkämpfer Milon (* um 555 v. Chr.; † nach 510 v. Chr.) und spielt auf die Größe des Vogels an.
Bei der Unterart C. m. albividentris setzt sich das Artepitheton zusammen aus lateinisch albidus (weißlich) und ventris (zum Bauch gehörend) und bedeutet „weißbäuchig“.

### Briefmarken
Ein Blasskopfkuckuck befindet sich auf einer Briefmarke zu 7,50 Sl$ aus einem Block der Salomonen zu Ehren von BirdlLife International aus dem Jahre 2005.